# Kaple svatého Isidora (Jilemnice)
Kaple svatého Isidora je barokní kaple na jižním svahu kopce Kozinec u města Jilemnice zasvěcená sv. Isidorovi z Madridu, zvanému též Isidor Rolník, který je patronem zemědělců a dobré úrody a bývá vzýván jako ochránce proti suchu. 

## Historie

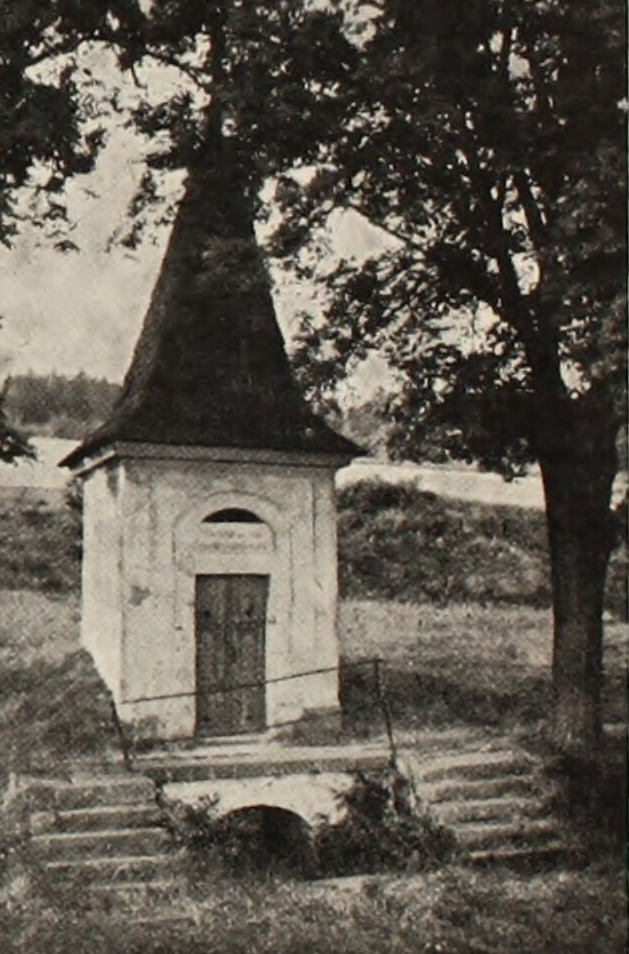
Kaple okolo roku 1940

Přesné datum vystavění kaple není známo. Často se uvádí rok 1719, avšak v roce 1854 uvádí inventář jilemnického kostela sv. Vavřince a fary, že roku 1718 měla být kaplička již renovována.
Podle pověsti se zde kožešnickému tovaryši zjevila krásná paní, která mu poradila, aby si churavé oči omyl ve studánce. Po jeho zázračném uzdravení nechal tovaryšův otec na tomto místě postavit kapličku sv. Isidora. 
Ještě v první polovině 19. století byla kaple kryta šindelem a obklopena čtyřmi velkými jasany, z nichž se do dnešních dob dochovaly dva.
Až do konce čtyřicátých let 20. století se zde sloužívaly poutní mše svaté a na přilehlé louce bývalo postaveno několik krámků s občerstvením. V osmdesátých letech 20. století byla kaplička úplně poničena. Byly vylomeny dveře, ukradeny nebo zničeny tři dřevěné sochy – sv. Isidor, mnich v hnědém hábitu a ještě jedna, blíže nespecifikovaná – zděný oltář i s příslušenstvím byl vybourán a do klenby byl proražen otvor pro lepší únik kouře z táboráků, které si uvnitř kaple vandalové zakládali.
Vodovod ze studánky byl postupně několikrát upravován a voda z tohoto pramene zásobovala malou část města ještě v 70. letech 20. století.

V roce 2000 prošla kaplička generální opravou (byla odkryta a zasklena 2 původní, později zazděná, půlkulatá okna v bočních stěnách, opravena klenba, střecha byla pokryta měděným plechem a bylo opraveno zábradlí před kapličkou) a dne 27. srpna 2000 ji znovu vysvětil biskup Dominik Duka. V roce 2002 byla obnovena tradice poutních mší po svátku sv. Isidora rolníka (10. května).

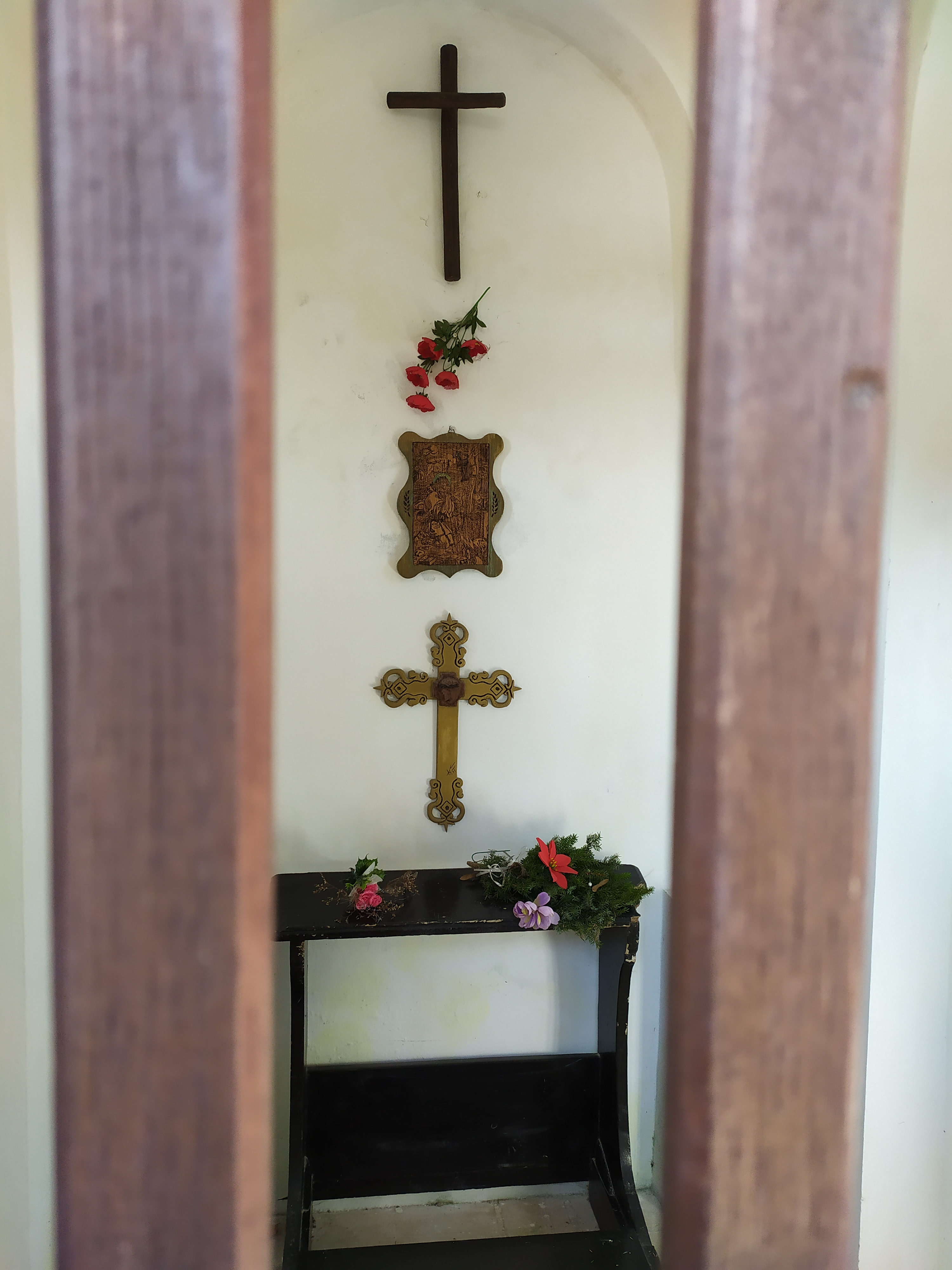
Vnitřek kaple

## Současnost

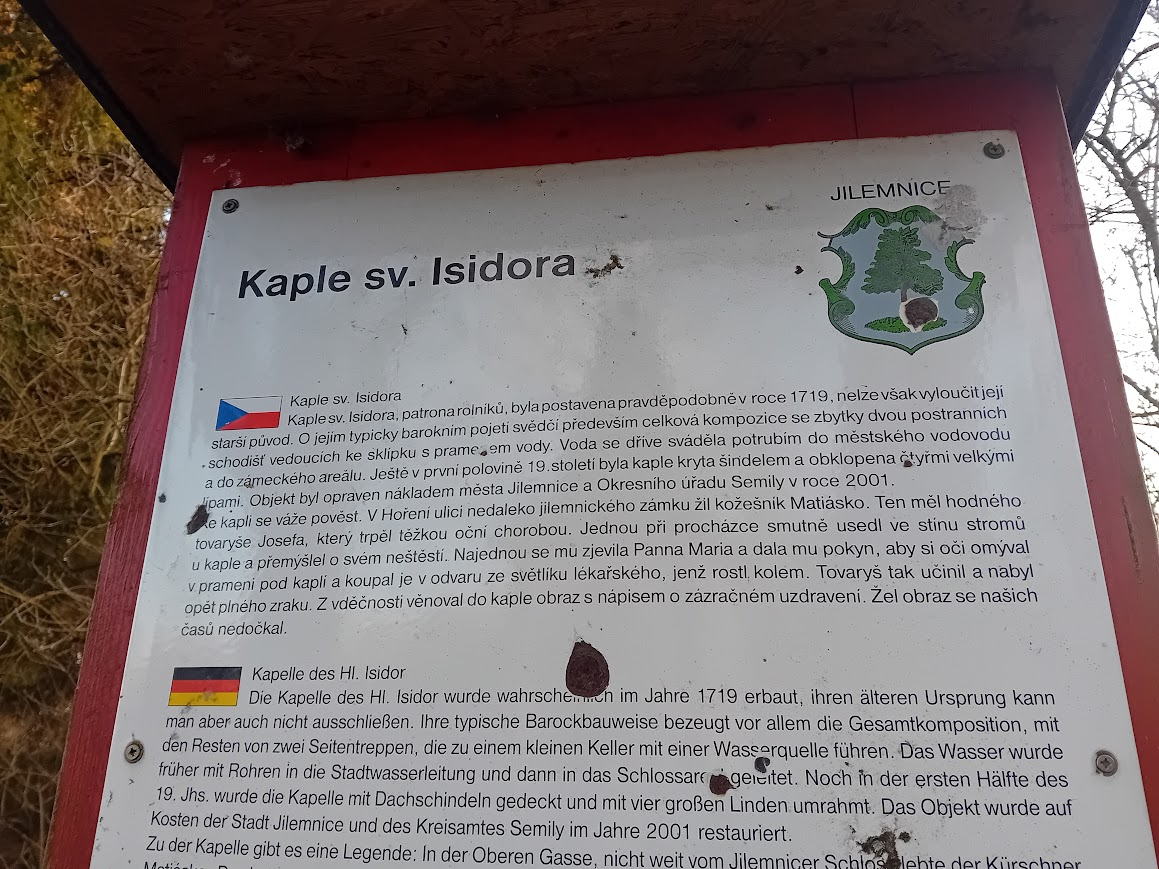
Informační panel před kaplí 2025

Protože je kaple na odkrytém místě, stává se často terčem útoku vandalů či zlodějů. Z toho důvodu má jen lehkou vnitřní výzdobu tvořenou dřevěným křížem a jednoduchým oltářem. Vedle kaple je vybudováno malé posezení s ohništěm, často využíváno místními lidmi na táboráky.

## Popis
Je to centrální čtvercová stavba o rozměrech 2,8 x 2,8 m. Pod kaplí vyvěrá ve valeně sklenutém sklípku pramen. Od pramenu vedou dvě pískovcová schodiště. Chodník před kaplí je krytý plochými pískovcovými deskami. Kaple je přístupná dvoukřídlými dřevěnými dveřmi otevíranými dovnitř s vrchním novodobým světlíkem. Nad dveřmi je supraporta s vloženou pískovcovou deskou o velikosti 40 x 95 cm s nápisem: 
SWATI ISIDORE TEBE/PROSIME, CHRAŇ NÁS VSSECH

Sokl po obvodu stavby se tyčí do výšky 90 cm, kolem dveří a na nárožích nalezneme cca 27 cm široké pasparty. Podokapní římsa je jednoduchá, profilovaná. Střecha je jehlancovitá, krytá měděným plechem v pásech (důsledek rekonstrukce z roku 2000), ve vrcholu zakončena latinským křížem. Celková výška stavby je cca 7,5 m. V interiéru na východní a severní straně jsou půlkruhová segmentová okénka v dřevěných rámech, strop je valeně sklenut s výsečemi přecházející v nárožní úkosy. Podlaha je kryta kamennými deskami.

## Pramen pod kaplí

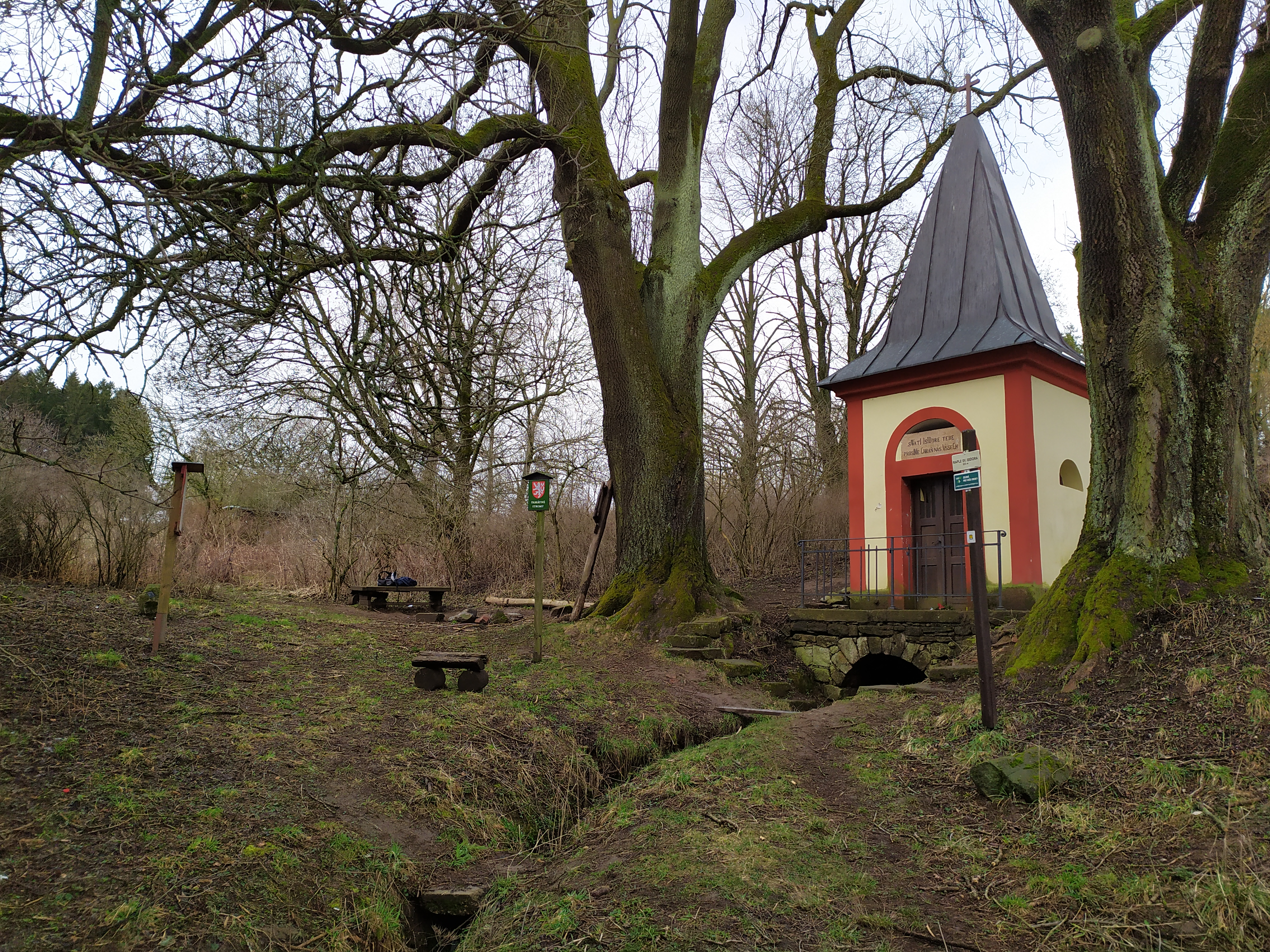
Kaple sv. Isidora s ohništěm vedle

Pod kaplí se nachází pramen, v minulosti velmi významný pro celé město Jilemnice. Už od 17. století byla ze studánky pod kaplí vedena voda do města a stala se významným zdrojem vody. Voda byla vedena především do jilemnického pivovaru a do městských kašen. Vodovod ze studánky byl postupně několikrát upravován a voda z tohoto pramene zásobovala malou část města ještě v 70. letech 20. století.
V současné době slouží studánka místním a turistům na osvěžení či napití.